# Léonce Alishan
Léonce Alishan (arménien : Ղեւոնդ Ալիշան, également orthographié Ghevont ou Ghevond Alishan, ou Leonzio Alishan en italien), né le 6 juillet 1820 à Constantinople et mort le 9 novembre 1901 à San Lazzaro degli Armeni (Venise) où il est inhumé, est un prêtre catholique, poète et historien arménien.

## Biographie
Né à Constantinople, il fut membre de la Congrégation des pères mékhitaristes au monastère de San Lazzaro degli Armeni à Venise, à partir de 1838,.
Entre 1859 et 1861, il est directeur du Collège Arménien de Paris (école Samuel Moorat de Sèvres).

## Drapeau arménien
Il crée le premier drapeau arménien moderne en 1885.

Drapeau arménien conçu par Léonce Alishan.

## Publications
- Étude de la patrie : physiographie de l'Arménie, discours prononcé le 12 août 1861 à la distribution annuelle des prix au collège arménien Samuel Moorat, Venise, 1861.
- Յուշիկք հայրենեաց հայոց, 1869.
- Շնորհալի եւ պարագայ իւր, 1873, Venise.
- Շիրակ (Shirak), 1881.
- Սիսուան (Sisouan), 1885.
- Այրարատ (Ayrarat), 1890.
- Սիսական (Sisakan), 1893.
- Հայապատում, 1901, Venise.

## Hommages
- Un buste de Léonce Alishan est conservé à la Galerie nationale d'Arménie. Il fut réalisé en 1903 par le sculpteur Andreas Ter-Maroukian.
- Il existe également un buste de Léonce Alishan, exposé dans le cloître du monastère de San Lazzaro degli Armeni.

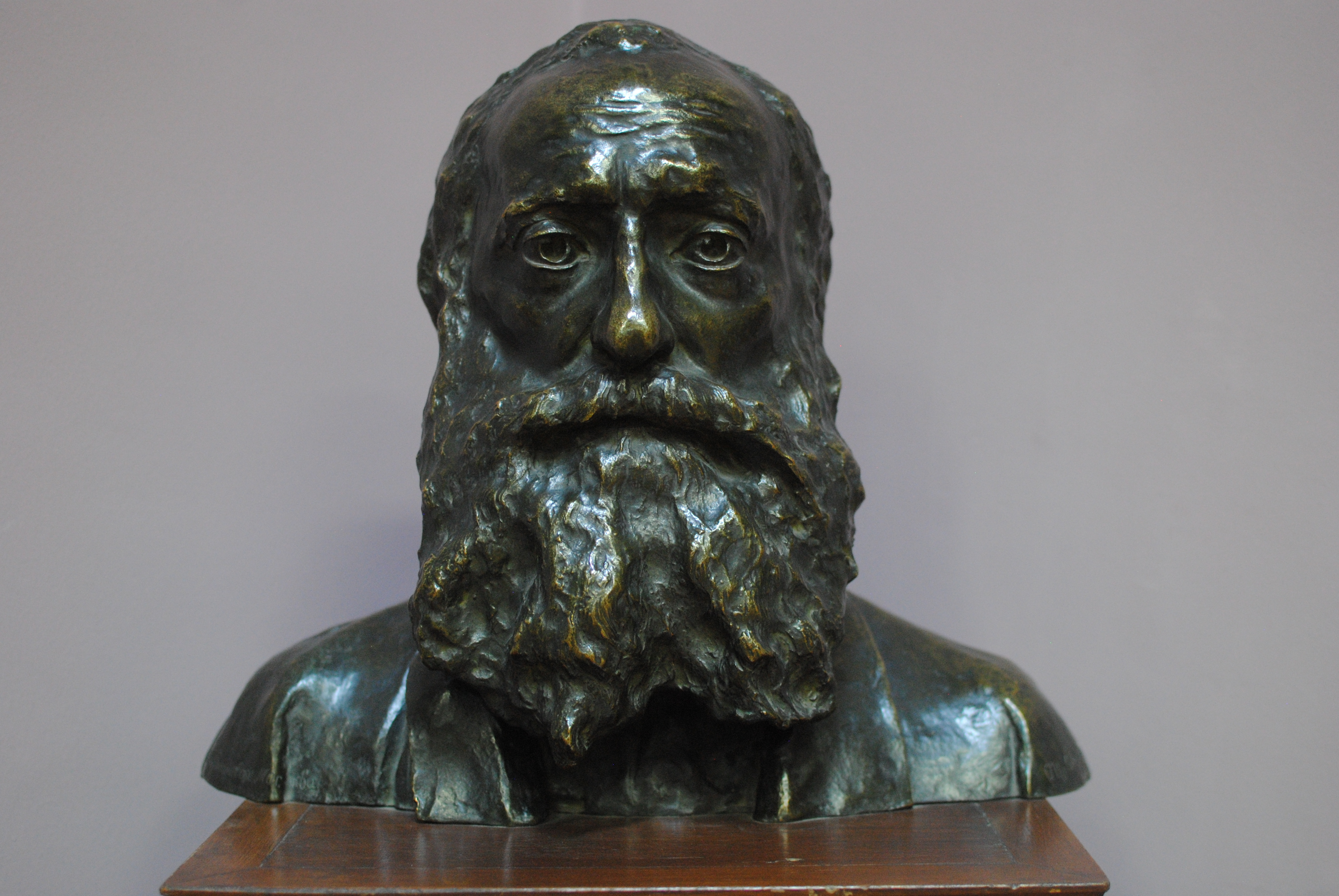
Buste Galerie nationale d'Arménie.
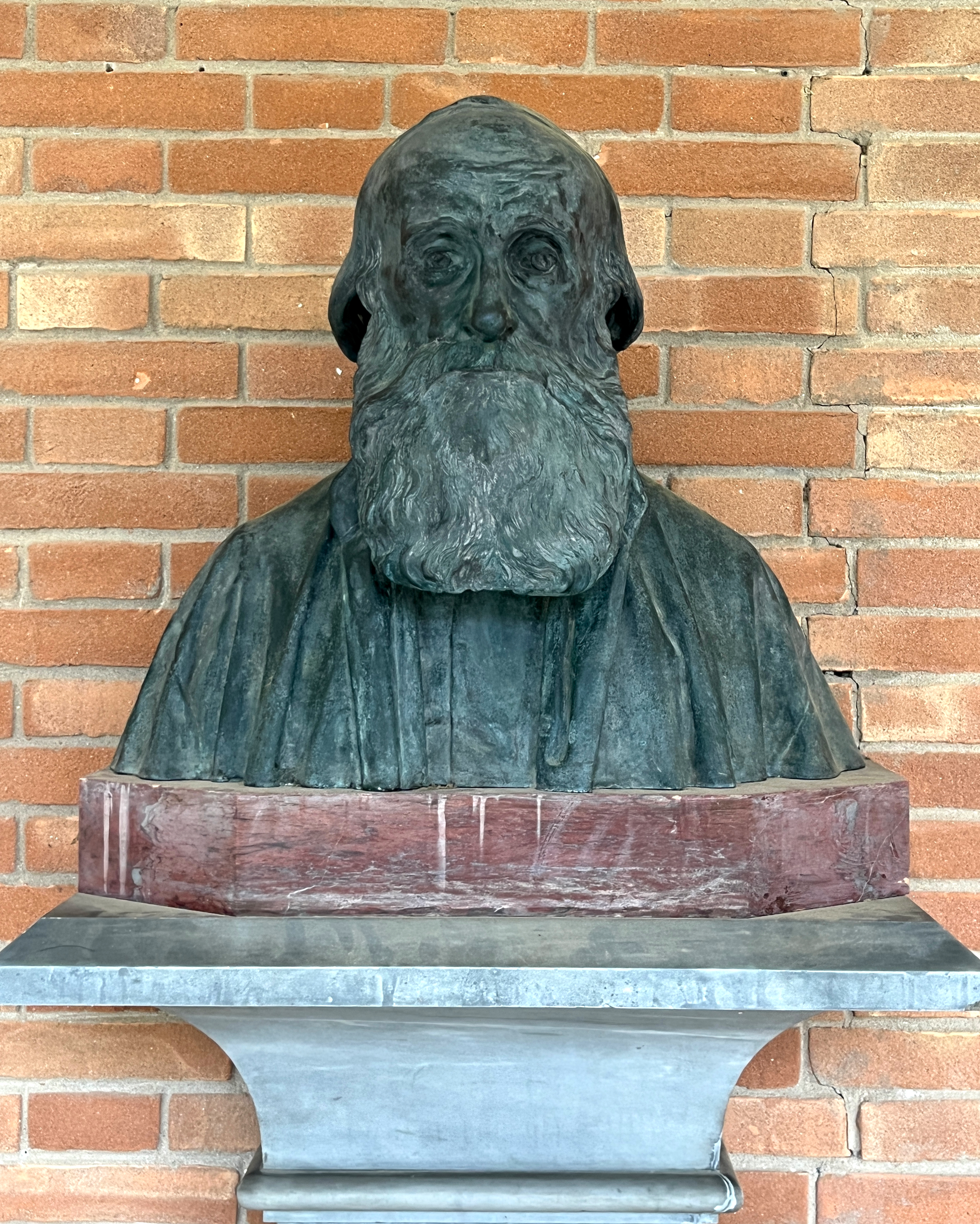
Buste San Lazzaro.
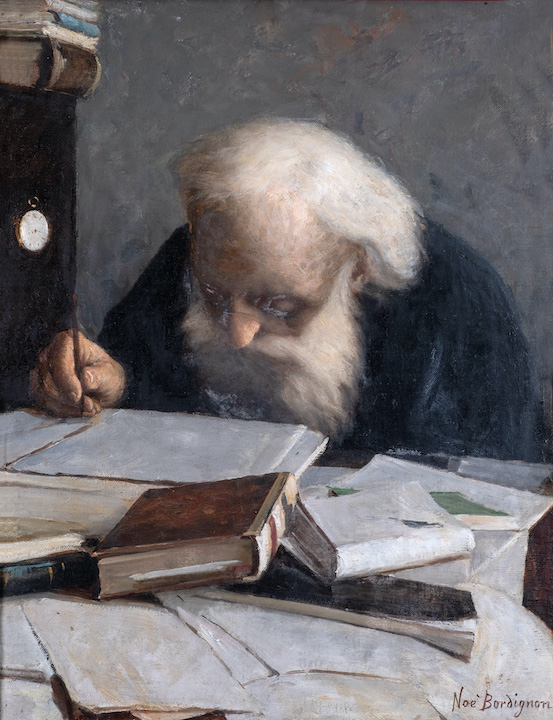
Le père Alishan dans ses études, Noè Bordignon, 1900.